# Bulbophyllum atrolabium
Bulbophyllum atrolabium är en orkidéart som beskrevs av Rudolf Schlechter. Bulbophyllum atrolabium ingår i släktet Bulbophyllum och familjen orkidéer. Inga underarter finns listade i Catalogue of Life.